# Kraft (album)
Kraft è il primo album in studio della black metal band norvegese Vreid.

## Tracce
1. Wrath of Mine
2. Raped by Light
3. Helvete
4. Unholy Water
5. Eldast, Utan Å Gro
6. Evig Pine
7. Empty
8. Songen Åt Fangen

## Formazione
- Sture Dingsøyr - voce, chitarra ritmica
- Hvàll - basso
- Ese - chitarra solista
- Steingrim - batteria